# Trézence
La Trézence est une rivière française et un affluent de la Boutonne, donc un sous-affluent de la Charente. Elle arrose le département de la Charente-Maritime, dans la région Nouvelle-Aquitaine.

## Géographie
La Trézence est le principal affluent de rive droite de la Boutonne et en même temps son principal tributaire. La longueur de son cours est de 27,7 km. Dans sa partie terminale, il s'appelle aussi le canal de Saint-Julienne.

### Communes et cantons traversés
Dans le seul département de la Charente-Maritime, la Trézence traverse onze communes et deux cantons :
- dans le sens amont vers aval : Loulay, Vergné, Lozay, Migré, Bernay-Saint-Martin, Courant, Puyrolland, Saint-Loup, Chantemerle-sur-la-Soie, Torxé, et Tonnay-Boutonne.

La Trézence arrose deux cantons pendant son cours sinueux, le canton de Loulay pour la partie amont et le canton de Tonnay-Boutonne pour la partie aval, tous deux sont situés dans l'arrondissement de Saint-Jean-d'Angély.

## Affluents
La Trézence a cinq affluents contributeurs :
- Le Bief (rg) de 5,6 km, traversant les quatre communes de Bernay-Saint-Martin, Courant,Lozay, Migré[2], dans le canton de Loulay.
- Le Sureau (rd) de 6,4 km, traversant les trois communes de Bernay-Saint-Martin, Courant,Saint-Félix[3], dans le canton de Loulay avec un affluent :
  - le Grand Pré (rg) de 2,4 km, traversant les deux communes de Bernay-Saint-Martin et de Courant[4], dans le canton de Loulay.
- Le Moulin (rd) de 4,2 km, traversant les communes Bernay-Saint-Martin et Puyrolland[5], dans le canton de Loulay et le canton de Tonnay-Boutonne.
- Le Renolet, de 3,1 km, traversant la commune de Puyrolland[6], dans le canton de Tonnay-Boutonne.
- La Soie (rg) de 8,8 km, traversant les communes de Chantemerle-sur-la-Soie, Landes et Saint-Loup[7], dans les canton de Tonnay-Boutonne et canton de Saint-Jean-d'Angély avec un affluent :
  - Le Bibot (rg) de 7,4 km, traversant les communes de Landes et Saint-Loup[8], dans les canton de Tonnay-Boutonne et canton de Saint-Jean-d'Angély.

## Hydrologie

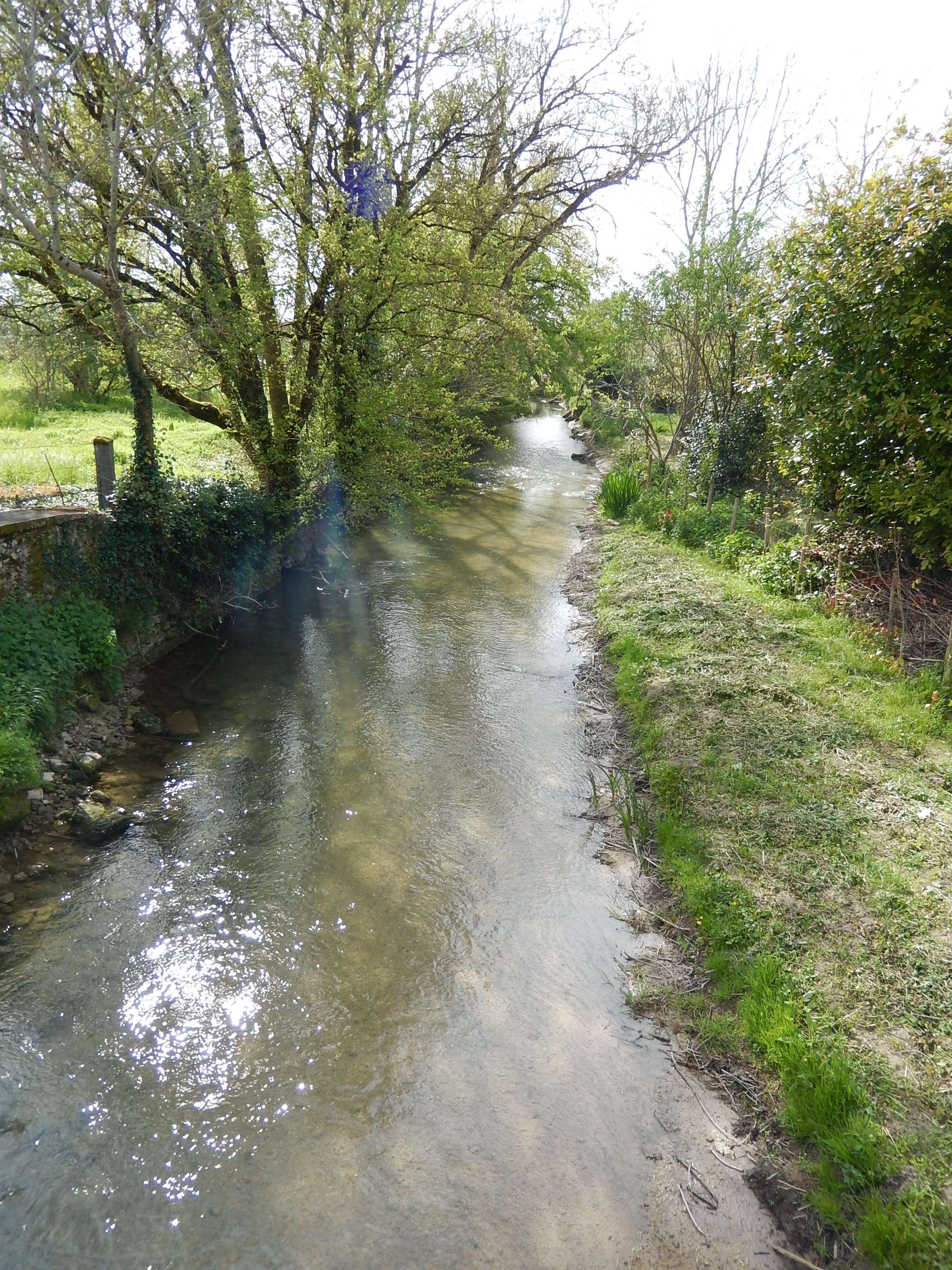
La Trézence en avril 2016 à Tournay (commune de Puyrolland).

## Aménagements
La Trézence a fait l'objet d'une décision - en 1997 - controversée à propos d'un barrage créant une réserve d'eau pour une production ostréicole et pour l'irrigation de terrains alentour,,.
La Trézence est localement entourée de marais , notamment dans la  partie comprise entre les communes de Saint-Loup et de Tonnay-Boutonne (marais de Saint-Loup dit aussi "Marais de Landes"), dans lesquels la chasse de nuit se pratique volontiers avec des tonnes flottantes ou sur pilotis.